# アンティ＝ユッシ・ケンパイネン
アンティ＝ユッシ・ケンパイネン（Antti-Jussi Kemppainen、1989年7月21日 - ）は、フィンランド出身のフリースキーヤー。ワールドカップではスロープスタイル種目で1つのシルバーメダル。ハーフパイプ種目で1つのゴールドメダルと2つのシルバーメダルを獲得。ソチオリンピックではハーフパイプ種目にフィンランド代表として出場。予選9位、決勝では8位入賞。

## 成績
FIS開催のワールドカップ初出場は2006年1月。2013年8月にCardronaで開催した大会ではハーフパイプ種目でゴールドメダルに輝く。ワールドカップ総合成績では2006年-2007年シーズンの2位が最高。

## ワールドカップ成績
| 日付       | 場所          | 順位 | 種目       |
| 2007-02-23 | Apex          | 2    | Halfpipe   |
| 2012-02-25 | Jyväskylä     | 2    | Slopestyle |
| 2013-03-25 | Sierra Nevada | 2    | Halfpipe   |
| 2013-08-17 | Cardrona      | 1    | Halfpipe   |

## スポンサー
- サロモン